# كانج يووي
كانغ يووي (وُلد في 19 مارس في عام 1858- تُوفي في 31 مارس في عام 1927)، كان فيلسوفًا وسياسيًا صيني الجنسية. اعتُبر كانغ خطاطًا مرموقًا، ومفكرًا سياسيًا بارزًا، ومتبيناً للفكر الإصلاحي لصالح سلاسة تشينغ في أواخر عهدها. تمكن كانغ –بفضل علاقاته- من التقرب من الإمبراطور الشاب غوانشو، إذ شجعه بحماس على دعم أصدقائه، الأمر الذي خلق توترًا في العلاقة بين الإمبراطور وأمه بالتبني، التي كانت الإمبراطورة القوية الأرملة تسيشي. ألهمت أفكار كانغ حركة الإصلاح. لم تدخل نظرية كانغ السياسية حيز التنفيذ قط، إذ أُجبر على الفرار من الصين بعد محاولاته المتكررة لاغتيال الإمبراطورية تسيشي، إلا أنه استمر في الدفاع عن الملكية الدستورية حتى بعد تأسيس الجمهورية. كان كانغ مندفعًا في إيمانه بالمبادئ القومية الصينية والمبادئ الأممية.

## سيرته
دعا كانغ إلى إنهاء الملكية الخاصة ومفهوم العائلة تحقيقًا لمصلحة المجتمع الطوباوي العالمي والمثالي في المستقبل، إذ استشهد بكونفوشيوس باعتباره نموذجًا للمصلحين، ولم يعتبره رجعيًا كما فعل العديد من معاصريه. أسهب كانغ في نقاشه لفكرته الأخيرة في عمله نظام كونفوشيوس الإصلاحي، الذي اعتُبر بمثابة دراسة لإصلاحات كونفوشيوس. ناقش كانغ دراسة تزوير «النص الجديد» بصورة مفصلة، وذلك بهدف تدعيم ادعاءاته القائلة إن النسخ المُكتشفة للكلاسيكيات الكونفوشيوسية مزورة.
كان كانغ شديد الاقتناع بالملكية الدستورية، وأراد ترميم البلاد بالاستناد إلى فترة مييجي في اليابان. أثارت أفكاره هذه غضب زملائه في صفه الأكاديمي، الذين نظروا إليه على أنه مهرطق.
اعتُبر كل من كانغ وتلميذه المشهور ليانغ تشيتشاو مشاركين مهمين في الحملة التي سعت إلى عصرنة الصين، وهي الحركة التي تُعرف اليوم باسم إصلاح المئة يوم. أدخلت الإصلاحات تغييرات جذرية على الحكومة الصينية القديمة، لكن كان العديد منها قيد التنفيذ سابقًا. قضت الإمبراطورة تسيشي على هذه الإصلاحات وأمرت بإعدام كانغ بطريقة التشريح البطيء (لينغتشي)، بحسب ما جاء في أكثر الروايات التاريخية شهرةً. نظم كانغ ما يُسمى بجمعية حماية الإمبراطور، التي زعمت أن سجن الإمبراطور الضعيف بسبب مشاركته في محاولة اغتيال والدته/ خالته جاء بغير حق. اعتمد كانغ على مستشاره العسكري الأمريكي الرئيسي الجنرال هومر ليا فيما يتعلق بقيادة الفرع العسكري التابع لجمعية حماية الإمبراطور. جاب كانغ جميع أنحاء الشتات الصيني، زاعمًا بأنه يروج للملكية الدستورية، إلا أنه لم يروج إلا لمصالحه الذاتية في أغلب الأحيان. تنافس كانغ مع كل من جمعية إحياء الصين برئاسة الزعيم الثوري سون يات سين والتحالف الثوري، إذ تجسد سبب التنافس هذا في مسألة جمع التمويلات والأتباع.
زار كانغ الهند مرةً بين عامي 1901 و1903 ثم مرةً أخرى في أكتوبر من عام 1909، مدفوعًا جزئيًا برغبته في الدراسة في الهند، التي اعتبرها مضاهية للدراسة في الصين. اعتبر كانغ المحنة التي مرت بها الهند باعتبارها دولة مستعمَرة ناجمةً عن الانقسام الذي يسود المناطق المختلفة في الهند، وذلك على الرغم من استمداده لمعلوماته حول التاريخ الهندي من المؤلفين الإنجليز.
أسفرت ثورة شينهاي عن تنازل سلالة تشينغ عن العرش، وبالتالي إنشاء جمهورية تحت قيادة سون يات سين في عام 1912.
دعا البعض إلى تنصيب واحد من شعب الهان بصفته إمبراطورًا، واقترحوا أن يكون حامل لقب دوق يانشنغ حينها والمنحدر من سلالة كونفوشيوس، الذي ناصره كانغ فترة وجيزة قبل تخليه عن هذه الفكرة وعودته إلى مناصرة ملكية سلاسة تشينغ، أو حامل لقب مركيز النعمة المديدة حينها والمنحدر من سلالة مينغ الإمبراطورية.
استمر كانغ في دفاعه عن الملكية الدستورية، وشن انقلابًا فاشلًا في عام 1917. احتل الجنرال تشانغ شون وجنوده –الذين صففوا شعرهم بطريقة «كيو»- بكين، معلنًا استعادة الإمبراطورية على يد الإمبراطور بوني في الأول من يوليو.
اعتُبرت هذه الحادثة بمثابة سوء تقدير كبير، إذ سادت معادية للملكية في الأمة إلى حد كبير. ساورت كانغ شكوكًا فيما يتعلق في دستورية تشانغ المنافقة، وخشي من تذرع تشانغ باستعادة الإمبراطورية بغية سيطرته على العرش. تخلى تشانغ عن مهمته وفر هاربًا إلى المفوضية الأمريكية، الأمر الذي سهّل من احتلال المدينة على دوان كيروي في الثاني عشر من يوليو.
اعتُبرت سمعة كانغ مقياسًا مهمًا فيما يتعلق في المواقف السياسية في عصره. تغيرت الطريقة التي نُظر من خلالها إلى كانغ من كونه راديكاليًا متمردًا إلى كونه منبوذًا عفا عليه الزمن. وُصف كانغ في السيرة التي كتبتها تشونغ تشانغ حول الإمبراطورة تسيشي بأنه متعصب لمصلحته الذاتية، وأنه لطالما كان ساعيًا إلى السلطة الشخصية بصرف النظر عن الاعتبارات الوطنية.

## روابط خارجية
- كانج يووي على موقع الموسوعة البريطانية (الإنجليزية)